# Nowa Ruda (województwo kujawsko-pomorskie)
Nowa Ruda (niem. Neurode) – osada w Polsce położona w województwie kujawsko-pomorskim, w powiecie bydgoskim, w gminie Sicienko. Miejscowość wchodzi w skład sołectwa Mochle.
W latach 1975–1998 miejscowość administracyjnie należała do województwa bydgoskiego. Jest wsią typowo rolniczą, jednak trwa w niej sprzedaż działek pod budowę domów.